# Athelas (tipo de letra)
Athelas es un tipo de letra serif (con serifa), diseñado por Veronika Burian y José Scaglione y destinado para uso textual (cuerpo del texto). Publicado por su empresa TypeTogether en 2008, Burian y Scaglione describieron Athelas como inspirado en la imprenta británica de libros finos.
La tipografía Athelas se incluye como fuente de sistema en el macOS de Apple y se usa cómo fuente predeterminada en su aplicación de libros electrónicos Apple Books. En 2008, Athelas, ganó el primer premio del Concurso Internacional de Diseño Tipográfico de Granshan  al mejor cuerpo de texto con alfabeto latino. Lleva el nombre de una hierba curativa de El Señor de los Anillos de Tolkien. Posteriormente se agregaron caracteres cirílicos a la familia de sus fuentes, diseñados por Tom Grace, y caracteres griegos monótonos diseñados por Irene Vlachou.
En 2017, TypeTogether lanzó una extensión árabe para su fuente tipográfica Athelas. La nueva extensión fue diseñada por Sahar Afshar, diseñadar tipográfica e investigadora de Irán.